# Fritiof Haglund
Fritiof Johan Haglund, född 12 mars 1928  i Waslala i Nicaragua, död 10 juni 2021 i Täby distrikt, var en svensk radio- och TV-producent.
Fritiof Haglund föddes i Waslala, Nicaragua, som son till missionären David Haglund och Jenny, ogift Lindkvist. Efter studentexamen i Stockholm 1949 studerade han vid Hamilton College där han blev Bachelor of Arts 1950 och senare efter studier i Stockholm filosofie kandidat där 1955.
Han var lärare vid Stockholms borgarskola 1952–1956, redaktör för United Press 1955–1957 och producent vid Sveriges radio från 1957. Som producent arbetade han med program som Nattradion, Ikväll och Tidsspegeln.
Haglund arbetade också med radioprogrammet Mot Makten och TV-programmet Studio K. Han fick Publicistklubbens Stora Pris 1987, blev krönikör i Svenska Dagbladet 1989 och fri skribent 1991.
Fritiof Haglund var 1956–1960 gift med TV-producenten Birgitta Eriksson (1934–1999), som var dotter till generaldirektören Torsten Eriksson och riksdagsledamoten Nancy Eriksson samt senare gift Bergmark. De fick barnen Charlotta (född 1956) och Yrja (född 1959). Han var 1961–1970 gift med Berit Wallin (född 1934), dotter till ingenjören Harry Wallin och Dagmar Wallin. De fick barnen Kristin (född 1961) och Pia (född 1964). Tredje gången var han gift 1987–2013 med Flavia Bocchino (född 1951) från Italien, och fick en son 1987. Fritiof Haglund är gravsatt i minneslunden på Täby södra begravningsplats.